# Folkesundhedsvidenskab
Folkesundhedsvidenskab er videnskaben om befolkningens sundhedstilstand, samt hvordan man fremmer denne.
| Citat | Folkesundhedsvidenskab er videnskaben og kunsten at forebygge sygdom at forlænge liv og fremme sundhed ved hjælp af samfundets samlede indsats. | Citat |
|       | |       |

Folkesundhedsvidenskaben beskæftiger sig med analyser af befolkningens sundhedstilstand, forebyggelse og sundhedsfremme samt social- og sundhedsvæsenets opbygning og funktioner. Forhold omkring sundhed og sygdom analyseres med udgangspunkt i befolkningens og befolkningsgruppers levevilkår frem for at tage udgangspunkt i det enkelte menneske. I og med at folkesundhedsvidenskaben beskæftiger sig med samfundsforhold, men samtidig omhandler sundhed, befinder den sig i et krydsfelt mellem samfundsvidenskab og sundhedsvidenskab, ligesom den kan involvere andre fagtraditioner som humaniora og økonomi.

## Uddannelser i folkesundhedsvidenskab
I Danmark kan folkesundhedsvidenskab studeres på videregående niveau på tre forskellige uddannelser: En kandidatuddannelse, en videreuddannelse og en masteruddannelse.

### Kandidat i folkesundhedsvidenskab (cand.scient.san.publ.)
Københavns Universitet, Aarhus Universitet, Aalborg Universitet (kun kandidat) og Syddansk Universitet, (bachelor i Odense og kandidat i Esbjerg og Odense) udbyder den 5-årige bachelor- og kandidatuddannelse i folkesundhedsvidenskab, som fører til titlen cand.scient.san.publ. (engelsk: Master of Science in Public Health, MScPH). Kandidater i folkesundhedsvidenskab arbejder bl.a. med planlægning, administration og sagsbehandling inden for sundhedsvæsenet, men kan også arbejde med forskning og rådgivning, ligesom en del arbejder i private virksomheder, der arbejder med sundhed.

### Master of Public Health, MPH
Københavns Universitet udbyder som videreuddannelse den 2-årige masteruddannelse Master of Public Health, MPH (master i folkesundhed).